# Montañas Shehy
Las montañas Shehy son una cordillera de bajas montañas situadas en el borde entre el condado de Cork y el condado de Kerry, en la República de Irlanda. Su pico más alto es el Knockboy a 706 m s. n. m.

## Geografía y geología
El pico más alto (también la montaña más alta del condado de Cork), Knockboy' (Cnoc Buí, "colina amarilla"), tiene 706 metros de altura y la mayoría de los otros picos de la cordillera tienen entre 500 y 600 metros de altura. El Río Lee nace en Coomroe, un pequeño valle en el extremo oriental de la cordillera, antes de fluir hacia el este hacia Cork Harbour, donde entra en el mar. Los picos consisten principalmente en Vieja Arenisca Roja establecida en el período Devónico. Durante la Edad de Hielo, los Shehys tomaron su forma actual, cuando los glaciares esculpieron los profundos valles de la zona y erosionaron las montañas hasta su altura actual. Cuando los casquetes polares retrocedieron, dejaron atrás cientos de lagos en los valles y en las cimas de las montañas.